# حزب التعاون الاشتراكي
كان حزب التعاون الاشتراكي حزباً سياسياً تأسس في دمشق، سوريا، في مارس 1954. كانت أيديولوجيته إسلامية واشتراكية.
بعد الانتخابات البرلمانية السورية في 24 و 25 سبتمبر 1954، فاز حزب التعاون الاشتراكي بمقعدين في البرلمان السوري.
تم حظر الحزب في فبراير 1958 من قبل رئيس الجمهورية العربية المتحدة جمال عبد الناصر، بعد الاندماج بين سوريا ومصر، لكنه أعيد ترميمه عام 1961 ولم يحصل على أي مقعد بعد الانتخابات التشريعية السورية عام 1961، تم حل حزب التعاون الاشتراكي في 8 مارس 1963، خلال وبعد الثورة البعثية.